# HMS Diamond (2007)
HMS Diamond (D34) (Корабль Его Величества «Diamond», номер вымпела D34) — британский эскадренный миноносец с управляемым ракетным оружием типа 45 (он же тип Daring), второй эсминец этого типа. Является пятым кораблём британского флота, носящим это имя. Был заложен в 2005 году, спущен на воду в 2007 году и введён в строй в июле 2011 года.

## Строительство
Строительство эсминца началось на верфи BAE Systems Naval (в настоящее время BAE Systems Maritime — Naval Ships) в Говане на Клайде в феврале 2005 года. Корабль был спущен на воду 27 ноября 2007 года.

## Испытания
К июлю 2010 года Diamond был полностью оборудован и завершил морские испытания своих подрядчиков (этап 1). 22 сентября 2010 года прибыл в свой базовый порт Портсмут.

## История

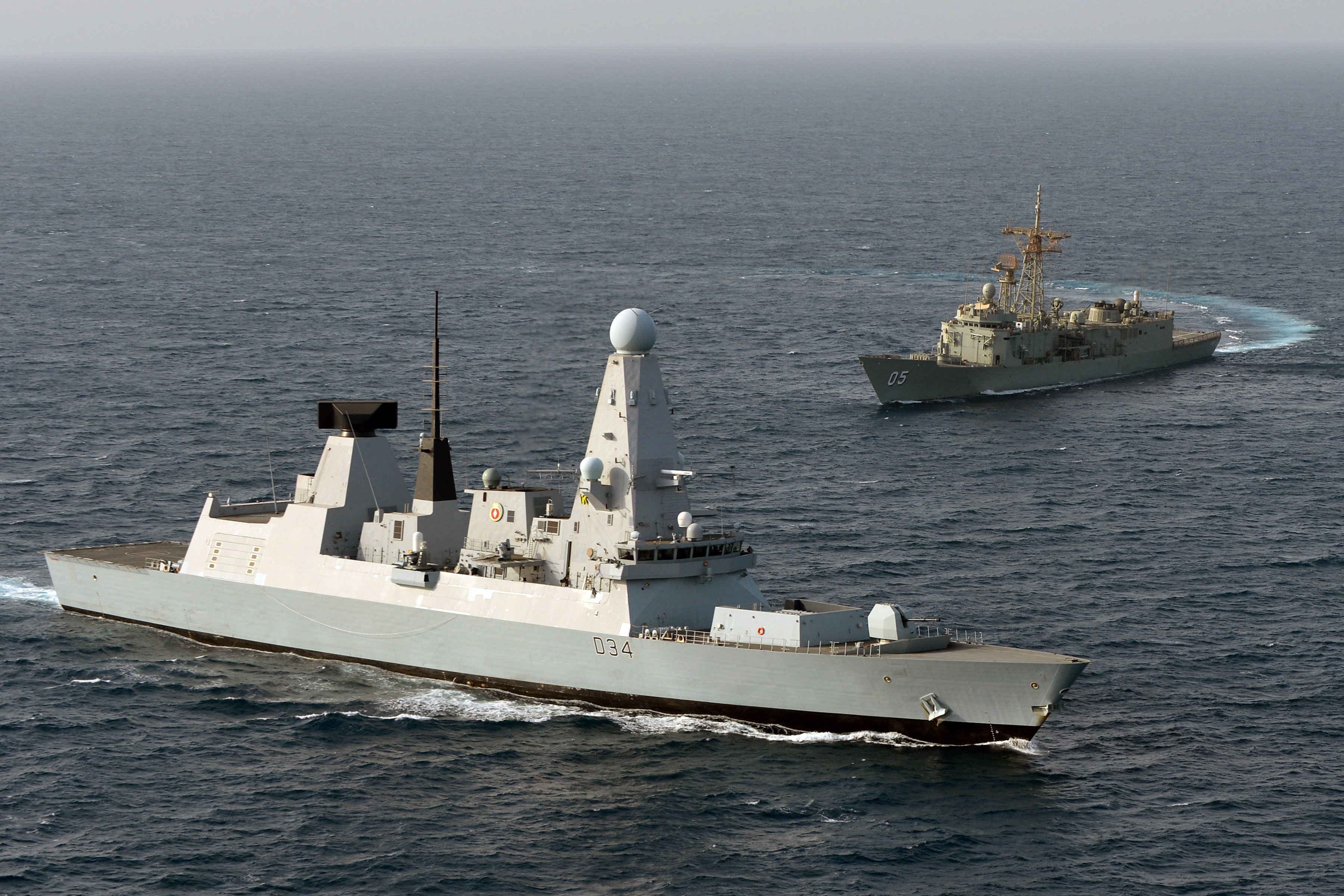
HMS Diamond на манёврах с австралийским фрегатом HMAS Melbourne. 2012 год.

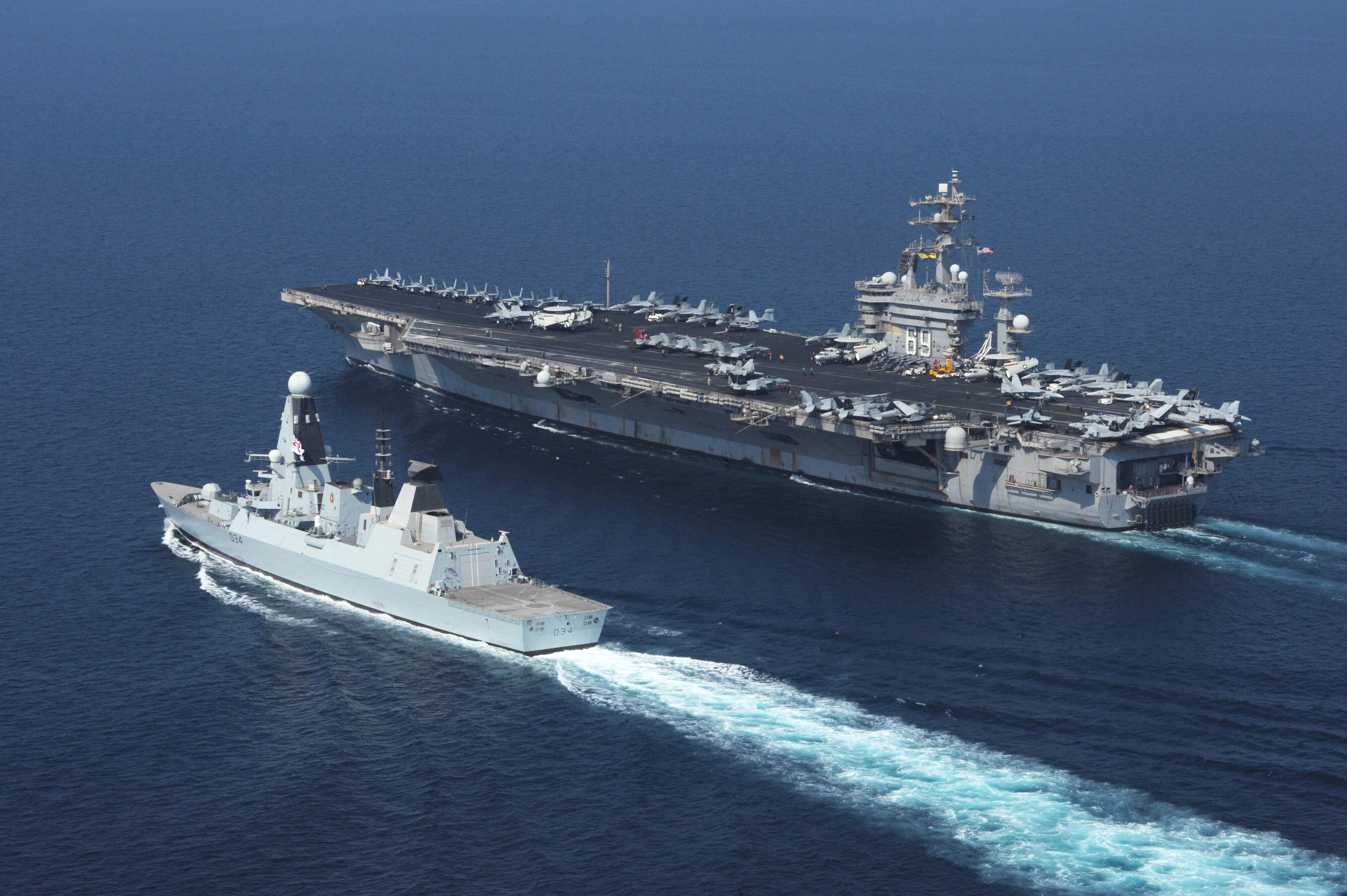
HMS Diamond и авианосец США USS Dwight D. Eisenhower. Оманский залив, 2012 год.

Diamond был введён в эксплуатацию 6 мая 2011 года в порту Портсмута. Главными гостями на церемонии спуска корабля на воду на реке Клайд в ноябре 2007 года были адмирал сэр Тревор Соар, главнокомандующий флотом, и леди Джонс, "крёстная мать" корабля. Diamond закончил все испытания и вступил в строй в июле 2011 года. Корабль провёл оперативную подготовку, прежде чем приступить к своему первому зарубежному развертыванию. Приступил к военной службе летом 2012 года. Участвовал в праздновании бриллиантового юбилея Её Величества Королевы Елизаветы II.
В 2012 году находился в районе операций на Ближнем Востоке. Во время операции «Рексир» в феврале 2014 года сопровождал MV Ark Futura, перевозившего химические вещества из Сирии.
8 мая 2017 года Diamond провёл стрельбы зенитным ракетным комплексом Aster 30 у побережья Шотландии.
4 сентября 2017 года в течение 9 месяцев развёртывания на Ближним Востоке был флагманом Постоянной морской группы 2 НАТО, заменив HMS Duncan. Diamond был заменён после возвращения HMS Ocean из Карибского бассейна 30 октября и возобновил ранее запланированное развёртывание на Ближнем Востоке, заменив HMS Monmouth. Однако 23 ноября 2017 года Diamond был вынужден вернуться в Портсмут из-за проблем с механическим оборудованием.
8 июня 2024 года был успешно атакован йеменскими хуситами в ответ на агрессивную политику Лондона и США,в результате атаки возник пожар.